# Erich Kurz

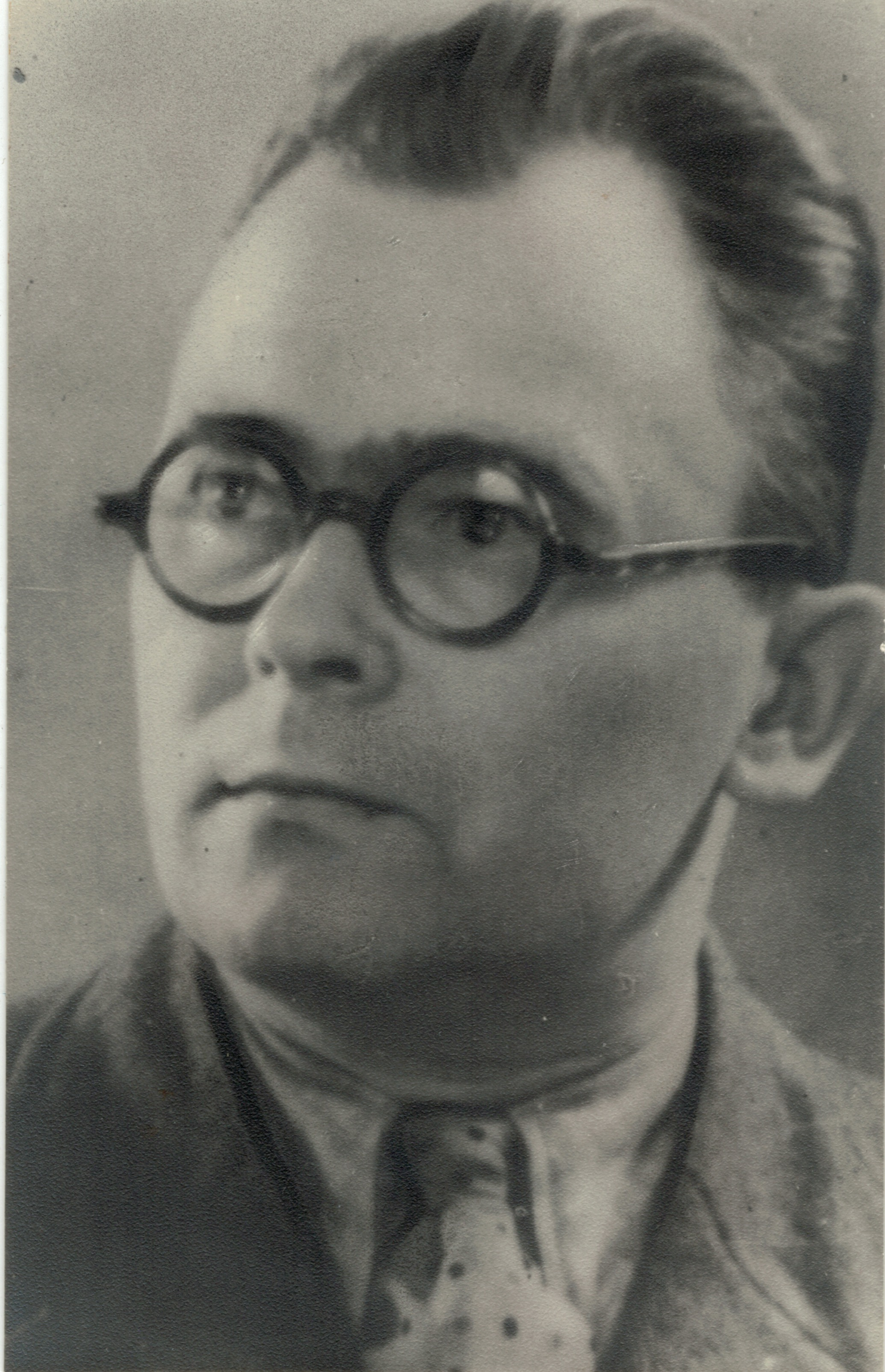
Erich Kurz

Erich Kurz (* 16. März 1895 in Charlottenburg; † 21. August 1944 im Zuchthaus Brandenburg-Görden) war ein deutscher Kommunist und Widerstandskämpfer gegen den Nationalsozialismus.

## Leben
Nach Abschluss der Schule absolvierte Kurz eine kaufmännische Ausbildung und arbeitete später als Angestellter. Er meldete sich 1914 als Kriegsfreiwilliger für den Fronteinsatz, kehrte jedoch als entschiedener Kriegsgegner aus dem Ersten Weltkrieg zurück.
1919 gehörte er zu den Mitbegründern des Spartakusbundes und der KPD in Charlottenburg. Er arbeitete von 1920 bis 1942 bei der AEG und war ab 1921 auch gewerkschaftlich organisiert. In den Jahren vor 1933 war er Bezirksverordneter in Berlin-Charlottenburg und Funktionär des Roten Frontkämpferbundes. 1931 übernahm er den Vorsitz des Arbeitersportkartells im Bezirk Charlottenburg, zudem war er Dirigent eines Mandolinenklubs.
Nach 1933 gehörte er zu einer „illegalen“ Betriebszelle der KPD. Kurz verstand es, ehemalige Arbeitersportler und Mitglieder des Mandolinenklubs für den Widerstand gegen das NS-Regime zu gewinnen. Viele von ihnen – wie auch Kurz – wurden Mitglied der von Robert Uhrig geleiteten Widerstandsorganisation. Nach Ausbruch des Krieges 1939 wurde Kurz in die Leitung der Organisation einbezogen. Er war dort verantwortlich für den technischen Apparat, dessen Mitarbeiter Schreibmaschinen, Papier sowie Matrizen beschafften, um die Flugschrift Informationsdienst herzustellen. Zu dieser Zeit arbeitete Kurz als Techniker im Telefunken-Röhrenwerk in Moabit und unterhielt hier auch Kontakte zu Zwangsarbeitern.
Am 4. Februar 1942 wurde Kurz verhaftet und nach einem Jahr „Schutzhaft“ 1943 in das KZ Sachsenhausen überstellt.
Ende 1943 wurde er nach Landsberg/Warthe überführt und am 6. Juni 1944 vom 5. Senat des Volksgerichtshofs als einer der Hauptangeklagten zum Tode verurteilt. Kurz starb im Zuchthaus Brandenburg-Görden unter dem Fallbeil.

## Ehrungen

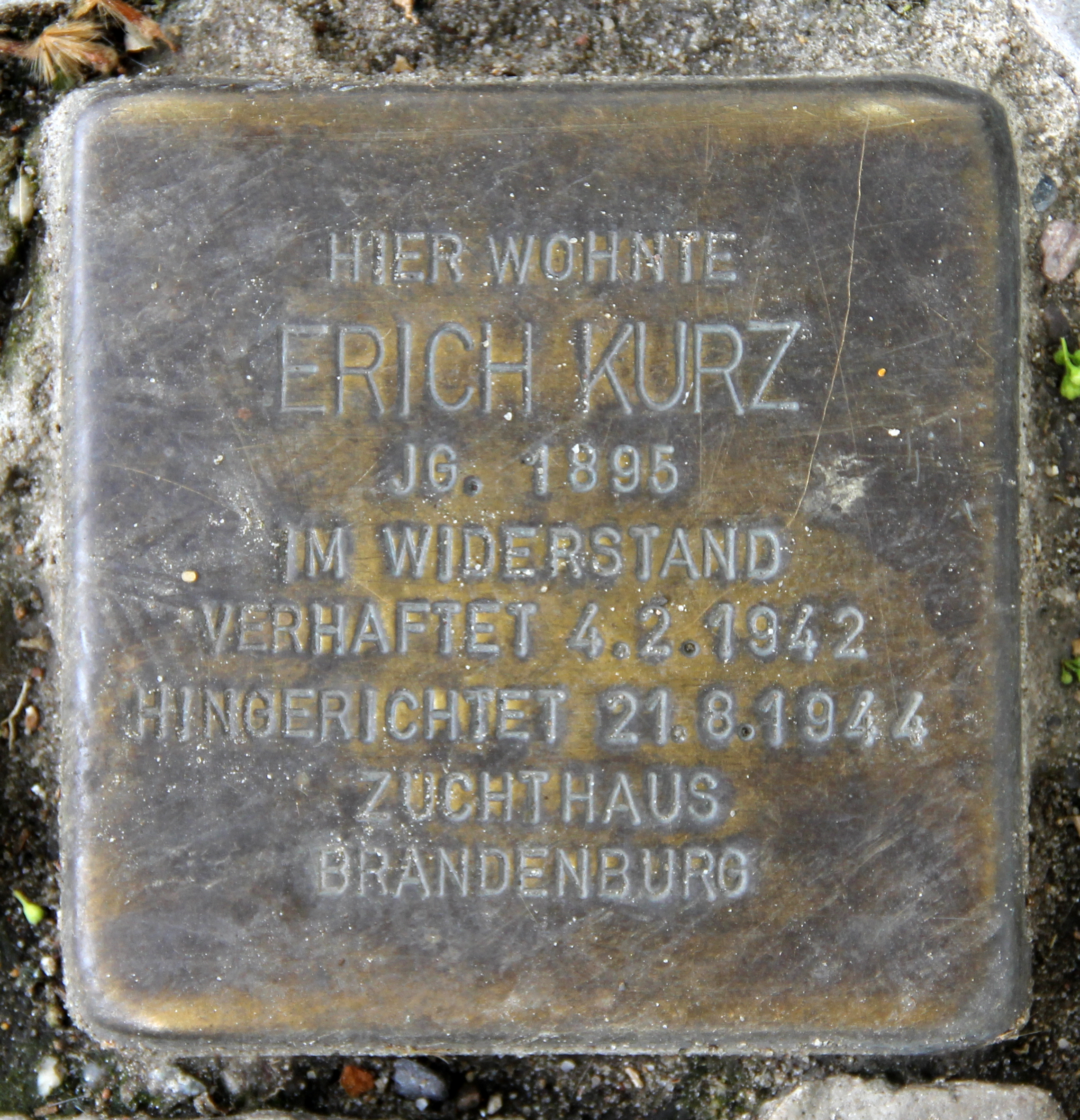
Stolperstein, Rückertstraße 9, in Berlin-Charlottenburg

- In Berlin-Lichtenberg ist eine Straße nach Erich Kurz benannt.
- Am  14. Oktober 2009 wurde vor dem ehemaligen Wohnhaus von Erich Kurz, Rückertstraße 9, in Berlin-Charlottenburg, ein Stolperstein verlegt.